# عائلة قرقيعان (مسرحية)
عائلة قرقيعان مسرحية كوميدية كويتية من تأليف أيمن الحبيل ومن إخراج نادر الحساوي، تم إنتاجها عام 2005.

## طاقم التمثيل
- طارق العلي
- عبد الرحمن العقل
- خالد البريكي
- علاء مرسي
- شهاب حاجية
- منى البلوشي
- نادية كرم
- أحمد البارود
- هاني الطباخ
- يونس العلوي
- نواف النجم
- ماغي مطران
- محمد الحملي